# بول إرليخ (عالم)
بول إرليخ (بالإنجليزية: Paul R. Ehrlich) (و. 1932 – م) هو عالم حشرات، وعالم حيواني، وأستاذ جامعي، من الولايات المتحدة الأمريكية، ولد في فيلادلفيا، بنسيلفانيا، وهو عضوٌ في الجمعية الملكية، والأكاديمية الأمريكية للفنون والعلوم، والجمعية الأمريكية للفلسفة، والأكاديمية الوطنية للعلوم، والجمعية الأميركية لتقدم العلوم.

## التعليم
تعلم في جامعة كانساس، وجامعة بنسلفانيا.

## جوائز
حصل على جوائز منها:
- الجائزة البيئة لفولفو [الإنجليزية]‏ (1993)
- جائزة كرافورد (1990)
- جائزة تايلور للإنجاز البيئي
- زمالة ماك آرثر
- جائزة فريدي هاينكن للعلوم البيئية  [لغات أخرى]‏
- جائزة الكوكب الأزرق.

## وصلات خارجية
- بول إرليخ على موقع IMDb (الإنجليزية)
- بول إرليخ على موقع الموسوعة البريطانية (الإنجليزية)
- بول إرليخ على موقع مونزينجر (الألمانية)
- بول إرليخ على موقع إن إن دي بي (الإنجليزية)
- بول إرليخ على موقع قاعدة بيانات الفيلم (الإنجليزية)